# Guinee op de Olympische Zomerspelen 1968
Guinee debuteerde op de Olympische Spelen tijdens de Olympische Zomerspelen 1968 in Mexico-Stad, Mexico. De tweede deelname zou pas in 1980 volgen. Het land won tot op heden (medio 2008) geen enkele medaille.

## Deelnemers en resultaten

### Voetbal
| Olympiër | Discipline | Resultaat | Prestatie                                                               |
| --- | ---------- | --------- | ----------------------------------------------------------------------- |
| Ali Badara Dia Amadou Sankon Foda Bouya Camara Ibrahima Kandia Diallo Ibrahima Fofana Ibrahima Sory Keita Mamadi Sano Maxime Camara Mamadouba Soumah Morlaye Camara Pierre Bangoura Sakou Conda Soriba Soumah Souleymane Chérif N'Dongo Camara | mannen     | 11e       | groep A: 4de V van Frankrijk: 1-3 W van Colombia: 3-2 V van Mexico: 0-4 |

| Groep A |           |             |             |             |             |            |            |            |        |
| #       | Land      | Wedstrijden | Wedstrijden | Wedstrijden | Wedstrijden | Doelpunten | Doelpunten | Doelpunten | Punten |
| #       | Land      | G           | W           | G           | V           | V          | T          | Saldo      | Punten |
| 1       | Frankrijk | 3           | 2           | 0           | 1           | 8          | 4          | +4         | 4      |
| 2       | Mexico    | 3           | 2           | 0           | 1           | 6          | 4          | +2         | 4      |
| 3       | Colombia  | 3           | 1           | 0           | 2           | 4          | 5          | -1         | 2      |
| 4       | Guinee    | 3           | 1           | 0           | 2           | 4          | 9          | -5         | 2      |

| Ronde      | Datum       | Plaats    | Land | Score    | Land |
| ---------- | ----------- | --------- | ---- | -------- | ---- |
| Groepsfase |             |           |      |          |      |
| 13 oktober | Puebla      | Frankrijk | 3-1  | Guinee   |      |
| 15 oktober | Puebla      | Guinee    | 3-2  | Colombia |      |
| 17 oktober | Mexico-Stad | Mexico    | 4-0  | Guinee   |      |

Afghanistan · Algerije · Amerikaanse Maagdeneilanden · Argentinië · Australië · Bahama's · Barbados · België · Bermuda · Birma · Bolivia · Bondsrepubliek Duitsland · Brazilië · Brits-Honduras · Bulgarije · Canada · Centraal-Afrikaanse Republiek · Ceylon · Chili · Colombia · Congo-Kinshasa · Costa Rica · Cuba · Denemarken · Dominicaanse Republiek · Duitse Democratische Republiek · Ecuador · El Salvador · Ethiopië · Fiji · Filipijnen · Finland · Frankrijk · Ghana · Griekenland · Groot-Brittannië · Guatemala · Guinee · Guyana · Honduras · Hongarije · Hongkong · Ierland · IJsland · India · Indonesië · Irak · Iran · Israël · Italië · Ivoorkust · Jamaica · Japan · Joegoslavië · Kameroen · Kenia · Koeweit · Libanon · Libië · Liechtenstein · Luxemburg · Madagaskar · Maleisië · Mali · Malta · Marokko · Mexico · Monaco · Mongolië · Nederland · Nederlandse Antillen · Nicaragua · Nieuw-Zeeland · Niger · Nigeria · Noorwegen · Oeganda · Oostenrijk · Pakistan · Panama · Paraguay · Peru · Polen · Portugal · Puerto Rico · Roemenië · San Marino · Senegal · Sierra Leone · Singapore · Soedan · Sovjet-Unie · Spanje · Suriname · Syrië · Taiwan · Tanzania · Thailand · Trinidad en Tobago · Tunesië · Turkije · Tsjaad · Tsjecho-Slowakije · Uruguay · Venezuela · Verenigde Arabische Republiek · Verenigde Staten · Vietnam · Zambia · Zuid-Korea · Zweden · Zwitserland